# Gospodarka Słowenii
Słowenia jest rozwiniętym, wolnorynkowym i najzamożniejszym krajem wśród tych, gdzie wcześniej systemem gospodarczym był realny socjalizm. Słowenia od 2004 r. jest członkiem Unii Europejskiej, a w 2007 r. przyjęła euro, zastępując słoweńskiego tolara.

## Historia
Słowenia jeszcze przed rozpadem Jugosławii była jej najbogatszą republiką związkową. Produkt krajowy brutto na jednego mieszkańca był dwukrotnie wyższy od PKB per capita Serbii, a od innych republik związkowych jeszcze bardziej. Ogromna dysproporcja gospodarcza między republikami związkowymi Jugosławii była jedną z przyczyn jej rozpadu. Lata 90. przebiegały podobnie jak w innych byłych państwach socjalistycznych. Panował kryzys (dodatkowo pogłębiony przez utratę rynków zbytu w krajach byłej Jugosławii),  przeprowadzano prywatyzację, która jednak przebiegała wolniej niż w innych państwach regionu. Obecnie przepaść gospodarcza w stosunku do Serbii powiększyła się jeszcze bardziej: PKB per capita jest trzykrotnie wyższe niż serbskie, prawie dwukrotnie wyższe niż chorwackie i prawie pięciokrotnie wyższe od bośniackiego.
| Rok  | Wzrost gospodarczy |
| ---- | ------------------ |
| 1991 | -8,9%              |
| 1992 | -5,5%              |
| 1993 | 2,8%               |
| 1994 | 5,4%               |
| 1995 | 4,1%               |
| 1996 | 3,2%               |
| 1997 | 5,1%               |
| 1998 | 3,3%               |
| 1999 | 5,3%               |
| 2000 | 3,7%               |
| 2001 | 3,2%               |
| 2002 | 3,5%               |
| 2003 | 3%                 |
| 2004 | 4,4%               |
| 2005 | 3,8%               |
| 2006 | 5,7%               |
| 2007 | 7%                 |
| 2008 | 3,5%               |
| 2009 | -7,5%              |
| 2010 | 1,3%               |
| 2011 | 0,9%               |
| 2012 | -2,6%              |
| 2013 | -1%                |
| 2014 | 2,8%               |
| 2015 | 2,2%               |
| 2016 | 3,1%               |
| 2017 | 4,8%               |
| 2018 | 4,1%               |

## Rolnictwo
Rolnictwo ma małe znaczenie w gospodarce kraju i ze względu na górzyste ukształtowanie powierzchni użytki rolne zajmują jedynie 25,2%. Zużycie nawozów sztucznych na 1 ha użytków rolnych wyniosło w 2005 r. 128,8 kg i jest to mniej niż 10 lat temu, kiedy zużycie nawozów sztucznych wynosiło ponad 150 kg. Uprawia się zboża, ziemniaki i buraki cukrowe. Na północy przeważają sady jabłoni, na południu oliwek i brzoskwini. Prowadzony jest chów i hodowla bydła domowego, trzody chlewnej, a w górach wypasa się owce. W lasach zajmujących ponad połowę powierzchni kraju pozyskuje się drewno oraz tarcicę. Dosyć istotną rolę w gospodarce odgrywa pszczelarstwo.

## Surowce naturalne
Słowenia jest uboga we wszelkie surowce naturalne, głównie ze względu na niewielki obszar kraju. Wydobywana jest odmiana węgla brunatnego – lignit w dwóch kopalniach. Położona w północnej części kraju kopalnia w mieście Velenje oraz położona w centralnej części kraju kopalnia koło miasta Trbovlje wyprodukowały w 2007 r. 4,7 mln ton lignitu. Całość wydobytego węgla spalana jest w elektrowniach cieplnych Trbovlje i Šoštanj.
Wydobywana jest także ruda cynku i ołowiu, uranu, rtęć, ropę naftową (5 baryłek dziennie), a także gaz ziemny (4 mln m³).
Produkcja ropy naftowej i gazu ziemnego nie zaspokaja nawet ułamka potrzeb kraju.

## Przemysł

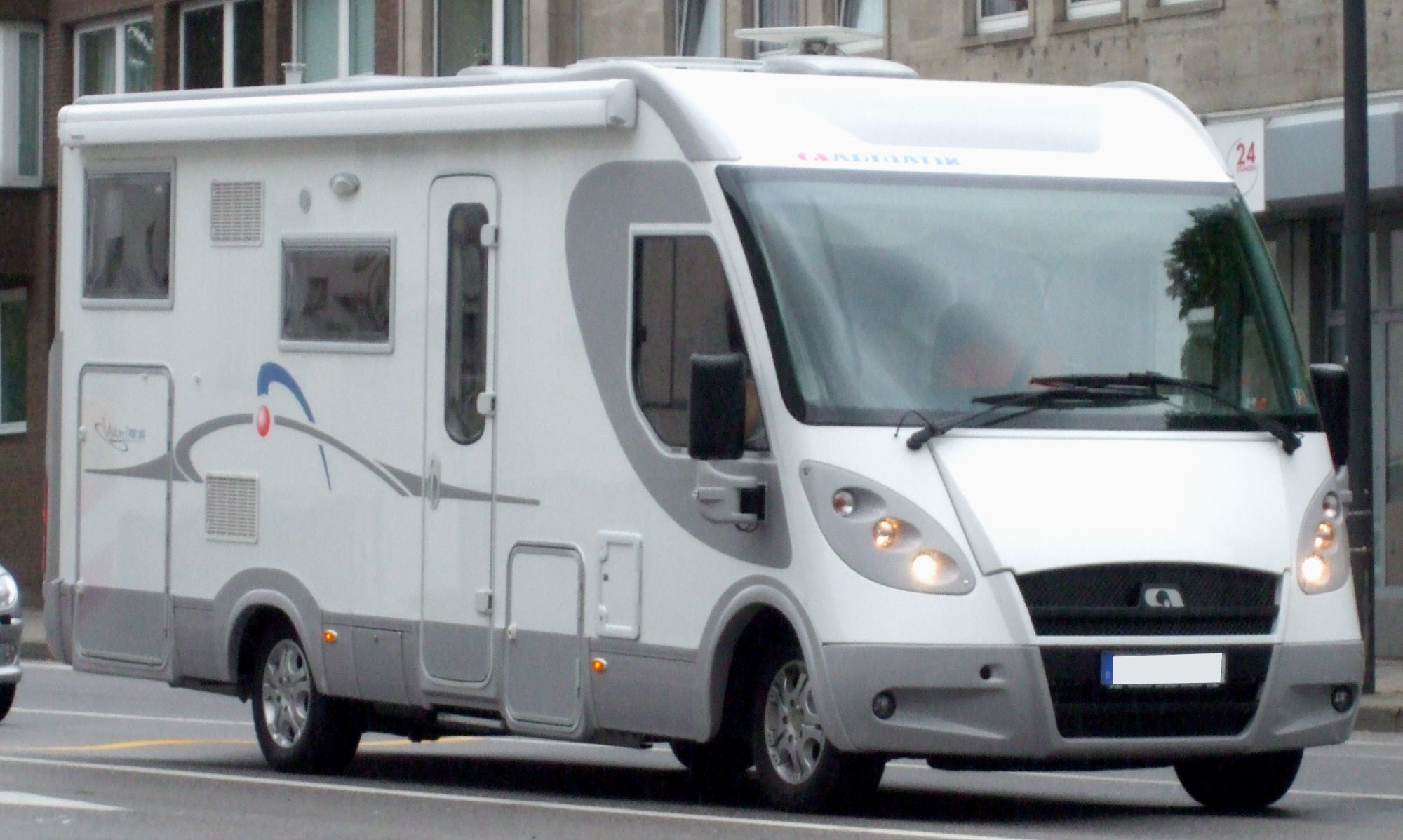
W mieście Novo Mesto znajdują się zakłady produkcyjne Adria Mobil produkującej przyczepy kempingowe i kampery

Przemysł wytwarza 34,2% PKB i zatrudnia 36% siły roboczej. Duże znaczenie ma przemysł drzewny oraz tekstylny.
W mieście Novo Mesto znajduje się fabryka Renault Clio (dawna fabryka IMV), a także przyczep Adria. W samej Słowenii w 2008 r. wyprodukowano prawie 200 tys. pojazdów.

### Energetyka
W 2007 r. wyprodukowano 14,13 mld kWh energii elektrycznej, przy konsumpcji na poziomie 13,4 mld kWh. Największy udział w produkcji prądu ma elektrownia jądrowa Krško (37% produkowanej energii elektrycznej). Ponieważ połowa udziałów w elektrowni należy do Chorwacji, Słowenia jest zobowiązana przesyłać tam połowę wyprodukowanej energii.  Reszta zaspokajana jest głównie przez elektrownie cieplne, wykorzystujące wydobywany w kraju lignit  (6 mld kWh) oraz hydroelektrownie (3,3 mld kWh).

## Turystyka
Słowenia jest popularna wśród turystów, zarówno w zimie jak i w lecie. Z ważniejszych kurortów warto wymienić Planicę, Bled, Kranjską Gorę. Słowenia staje się coraz chętniej odwiedzanym krajem przez turystów. W 1995 r. liczba przyjazdów z zagranicy wyniosła 732 tys., w 2000 – 1,09 mln, w 2005 – ok. 1,56 mln, a w 2008 ok. 1,77 mln.

### Turyści zagraniczny w 2008 według kraju pochodzenia[16]
- Włochy – 19%
- Austria – 13%
- Niemcy – 12%
- Chorwacja – 6%
- Wielka Brytania – 6%
- Holandia — 5%
- Rosja – 3%
- Węgry – 3%

Wpływy z turystyki w 2005 r. osiągnęły poziom 1,795 mld $.

## Handel
Słowenia ma deficyt handlowy, szczególnie w stosunku do Włoch i Austrii. Po rozpadzie Jugosławii handluje się głównie z krajami UE. W handlu z Polską Słowenia ma dodatni bilans handlowy. Import z Polski ma wartość 341 mln €, a eksport do Polski 547 mln €.

## Transport
Drogi są w dobrym stanie, a sieć autostrad jest niemalże ukończona. Jest 20,2 tys. km dróg oraz 504 km zelektryfikowanych torów kolejowych. Główny port na niewielkim słoweńskim wybrzeżu to Koper. W Lublanie znajduje się największe lotnisko w kraju, które w 2007 r. obsłużyło ponad 1,6 mln pasażerów. Transport rzeczny praktycznie nie istnieje.

## Emisja gazów cieplarnianych
Emisja równoważnika dwutlenku węgla z terenu Socjalistycznej Republiki Słowenii wyniosła w 1990 roku 22,339 Mt, z czego 16,623 Mt stanowił dwutlenek węgla. W przeliczeniu na mieszkańca emisja wyniosła wówczas 8,285 t dwutlenku węgla, a w przeliczeniu na 1000 dolarów PKB 440 kg. Głównym źródłem emisji była wówczas energetyka. Po rozpadzie Jugosławii emisje w republice nieznacznie spadły, ale wkrótce wróciły do poprzedniego poziomu i od tego czasu wahały się, osiągając maksimum w roku 2008. W 2018 emisja dwutlenku węgla pochodzenia kopalnego wyniosła 15,55 Mt, a w przeliczeniu na mieszkańca 7,472 t i w przeliczeniu na 1000 dolarów PKB 230 kg. W tym czasie wzrósł udział emisji z transportu.